# Mariano Bassols de Climent
Mariano Bassols de Climent (Figueras, 13 de diciembre de 1903 - Barcelona, 20 de octubre de 1973) fue un latinista catalán, discípulo de Joaquim Balcells i Pinto. 
Desde 1932 fue catedrático de Filología Clásica en la Universidad de Barcelona, y se dedicó sobre todo al estudio de la gramática y la fonética del latín; realizó contribuciones notables en el terreno de la sintaxis, en el cual sus libros se convirtieron en referencia obligada en la enseñanza de dicha lengua en todo el mundo hispánico.
Perteneció a la Real Academia de Buenas Letras de Barcelona desde 1948. Desde 1960 hasta su muerte dirigió el  Glossarium Mediae Latinitatis Cataloniae para la Institución Milà i Fontanals del Consejo Superior de Investigaciones Científicas (CSIC). Tradujo la Vida de los doce césares de Suetonio y las Historias de Tácito para la Fundación Bernat Metge.

## Obras
- Sintaxis latina, Madrid, 1956, 2 vols.
- Sintaxis histórica de la lengua latina, Barcelona: CSIC, 1945
- Fonética latina, Madrid: Consejo Superior de Investigaciones Científicas, 1983